# Holconia nigrigularis
Holconia nigrigularis är en spindelart som först beskrevs av Simon 1908.  Holconia nigrigularis ingår i släktet Holconia och familjen jättekrabbspindlar. Inga underarter finns listade i Catalogue of Life.